# Podchojny
Podchojny – wieś w Polsce, położona w województwie świętokrzyskim, w powiecie jędrzejowskim, w gminie Jędrzejów.
Do września 1954 w granicach miasta Jędrzejowa.
| SIMC    | Nazwa   | Rodzaj     |
| ------- | ------- | ---------- |
| 0240537 | Józefów | osada      |
| 0240543 | Polesie | przysiółek |

W latach 1975–1998 miejscowość administracyjnie należała do województwa kieleckiego.
Wieś przecina DK7.
We wsi jest przystanek kolejowy Podchojny.

## Zobacz
- gromada Podchojny